# Apocephalus grandipalpis
Apocephalus grandipalpis är en tvåvingeart som beskrevs av Borgmeier 1925. Apocephalus grandipalpis ingår i släktet Apocephalus och familjen puckelflugor. Inga underarter finns listade i Catalogue of Life.